# Churches of God, Holiness
Churches of God (Holiness) är ett trossamfund med rötter i den amerikanska helgelserörelsen.
1914 bildade pastor King Hezekiah Burruss och åtta andra personer en församling i Atlanta tillhörande trossamfundet Church of Christ (Holiness) (COCHUSA). 1920 hade församlingen vuxit till en sådan storlek att man kunde vara värd för COCHUSA:s nationella konvent. Samma år lämnade biskop Burruss och hans församling COCHUSA och bildade Churches of God, Holiness.
Vid Buruss död 1963 hade kyrkan ett fyrtiotal församlingar och 25 000 medlemmar, främst längs USA:s östkust.
Mission har även bedrivits i Kuba, Panama och Karibien.